# Proyección de Cahill-Keyes

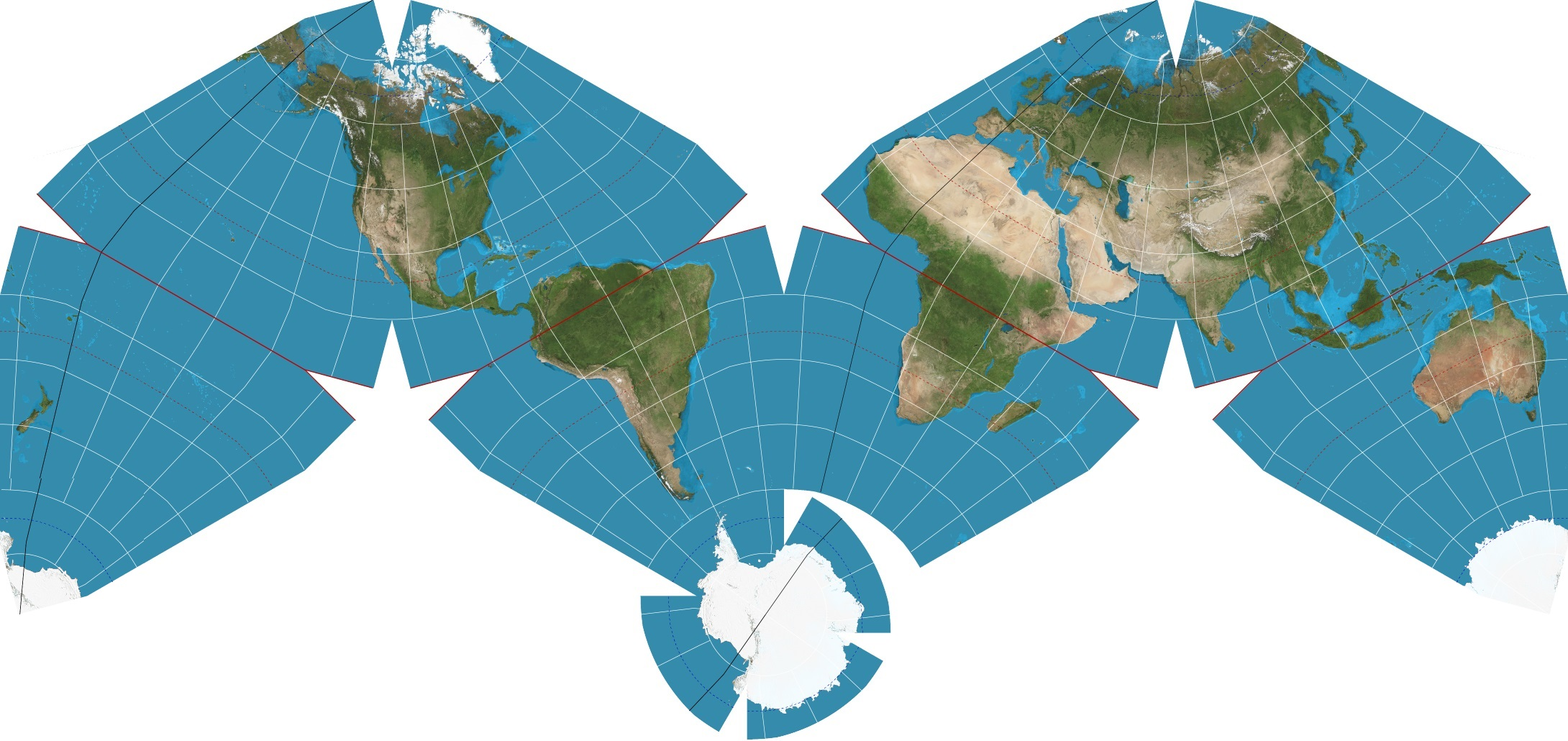
Mapamundi bajo la proyección Cahill-Keyes

La proyección Cahill-Keyes con la indicatriz de deformación de Tissot

La proyección Cahill-Keyes es una proyección cartográfica de compromiso poliédrico propuesta por primera vez por el cartógrafo estadounidense Gene Keyes en 1975. La proyección es un refinamiento de una proyección de 1909 realizada por el cartógrafo estadounidense Bernard Cahill. La proyección fue diseñada para lograr una serie de características deseables, a saber, la simetría de los mapas de componentes (octantes), la escalabilidad que permite que el mapa continúe funcionando bien incluso a alta resolución, la uniformidad de las geoceldas, los bordes de unión basados en métricas, la distorsión minimizada en comparación con una globo, y una orientación fácil de entender para mejorar la usabilidad general y la capacidad de enseñanza.
La proyección Cahill-Keyes se diseñó con 4 consideraciones fundamentales en mente: fidelidad visual a un globo, geoceldas proporcionales, 10,000 km de longitud para cada uno de los tres bordes principales unidos de sus octantes, y un perfil Master-Map en forma de M. El mapa resultante comprende 8 octantes. Cada octante es un triángulo equilátero con tres segmentos por lado. Un lado corre a lo largo del ecuador, y los otros dos corren a lo largo de meridianos. La longitud total de cada lado es de 10.043 km. Los meridianos internos convergen hacia el polo . Los "mosaicos" de 1° y 5° son proporcionales entre sí. El proceso específico para construir la retícula divide cada medio octante en 12 zonas, cada una de las cuales tiene diferentes fórmulas para los cálculos de coordenadas.